# Jérémy Sorbon
Jérémy Sorbon (ur. 5 sierpnia 1983 w Caen) – francuski piłkarz występujący na pozycji obrońcy w En Avant Guingamp.

## Kariera klubowa
Sorbon jest wychowankiem SM Caen. Do jego pierwszej drużyny, wówczas występującej w Ligue 1 został włączony w sezonie 2004/2005. W Ligue 1 zadebiutował 16 kwietnia 2005 w wygranym 1:0 meczu z OGC Nice. W 2005 roku dotarł z klubem do finału Pucharu Ligi Francuskiej, jednak Caen przegrało tam 1:2 z RC Strasbourg. W tym samym roku spadł z zespołem do Ligue 2. W 2007 roku awansował z klubem do Ligue 1. 29 sierpnia 2007 w zremisowanym 1:1 ligowym z RC Lens strzelił pierwszego gola w trakcie gry w Ligue 1. W 2009 roku ponownie spadł z klubem do Ligue 2.
26 czerwca 2013 roku podpisał kontrakt z pierwszoligowym En Avant Guingamp.
| Sezon   | Klub              | Kraj    | Rozgrywki | Mecze | Bramki |
| ------- | ----------------- | ------- | --------- | ----- | ------ |
| 2004/05 | SM Caen           | Francja | Ligue 1   | 5     | 0      |
| 2005/06 | SM Caen           | Francja | Ligue 2   | 34    | 2      |
| 2006/07 | SM Caen           | Francja | Ligue 2   | 34    | 1      |
| 2007/08 | SM Caen           | Francja | Ligue 1   | 38    | 4      |
| 2008/09 | SM Caen           | Francja | Ligue 1   | 32    | 0      |
| 2009/10 | SM Caen           | Francja | Ligue 2   | 34    | 0      |
| 2010/11 | SM Caen           | Francja | Ligue 1   | 25    | 0      |
| 2011/12 | SM Caen           | Francja | Ligue 1   | 30    | 0      |
| 2012/13 | SM Caen           | Francja | Ligue 2   | 37    | 2      |
| 2013/14 | En Avant Guingamp | Francja | Ligue 1   | 37    | 1      |
| 2014/15 | En Avant Guingamp | Francja | Ligue 1   | 35    | 0      |
| 2015/16 | En Avant Guingamp | Francja | Ligue 1   | 34    | 2      |
| 2016/17 | En Avant Guingamp | Francja | Ligue 1   | 33    | 1      |
| 2017/18 | En Avant Guingamp | Francja | Ligue 1   | 29    | 0      |
| 2018/19 | En Avant Guingamp | Francja | Ligue 1   | 33    | 1      |
| 2019/20 | En Avant Guingamp | Francja | Ligue 2   |       |        |